# PowerBook Duo 250
Il PowerBook Duo 250 è un computer portatile prodotto da Apple Computer nel 1993 e dismesso l'anno successivo.